# ایواو یامانه
ایواو یامانه (انگلیسی: Iwao Yamane؛ زادهٔ ۳۱ ژوئیهٔ ۱۹۷۶) بازیکن فوتبال اهل ژاپن است.
از باشگاه‌هایی که در آن بازی کرده‌است می‌توان به باشگاه فوتبال سانفریس هیروشیما، باشگاه فوتبال کاوازاکی فرونتال، و باشگاه فوتبال کاشیوا ریسول اشاره کرد.